# Bandeira de sangue

Uma bloedvlag do século XVII.

Uma bandeira de sangue (em neerlandês: bloedvlag) ou bandeira de ataque era originalmente uma bandeira vermelha hasteada como um sinal para certas ações táticas em navios holandeses. Não se tem certeza se a cor vermelha foi usada por causa de sua visibilidade, ou porque a cor está relacionada à cor do sangue como um sinal de luta feroz.

## História

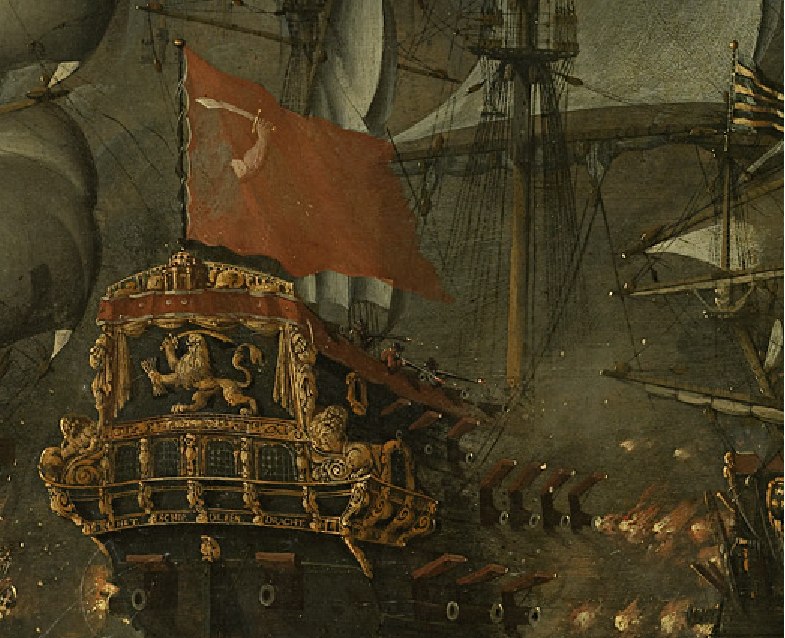
Bandeira de sangue em um navio holandês durante a batalha próxima ao estreito de Elseneur
entre as frotas holandesa e sueca em 8 de novembro de 1658, retratado por Peter van de Velde (Antuérpia, 1670-1679)

Originalmente, a bandeira de sangue era uma bandeira vermelha representando um braço armado com a espada. Esta bandeira foi hasteada em navios holandeses desde o início do século XVII durante a Guerra dos Oitenta Anos como um sinal para certas ações táticas. Os corsários também usavam essas bandeiras. A bandeira de Vlissingen foi usada como uma bandeira de corsários durante o corsário legalizado.
Pierre Moreau, em seu relato sobre a insurreição luso-brasileira contra o domínio neerlandês, menciona o uso da bloedvlag: 

“Lichthart, Tenente-Almirante dos holandeses, só dispunha de cinco navios, bem próximo do porto; imediatamente mandou içar as velas, desfraldou a bandeira vermelha, em cujo centro estava representado um braço nu tendo na mão um alfanje, sinal comum de provocação ao combate, avançou pelo mar e mandou dizer ao almirante português que ele tinha de orçar visto que estava a sotavento.”
— Pierre Moreau, Relação verdadeira do que se passou na guerra travada no país do Brasil entre os portugueses e os holandeses desde 1644 até 1648.

Antes da Segunda Guerra Mundial, a bandeira de sangue era usada pela Marinha Real Neerlandesa como um sinal para abrir fogo. A bandeira vermelha ainda significa perigo: o código internacional de sinais prescreve que a bandeira vermelha seja usada ao carregar e descarregar substâncias explosivas. A maioria das bandeiras de sangue da Marinha Real datada da Segunda Guerra Mundial são em sua maioria pretas, com uma caveira e/ou vários símbolos nelas. Pelo que se sabe, bandeiras de sangue desse tipo eram carregadas apenas pelo Serviço de Submarino Neerlandês.